# فتق مثانه
فتق مثانه (انگلیسی: Cystocele) افتادگی قدامی مثانه براثر ضعف یا کشش بافت‌های پشتیبان بین مثانه و جدار مهبل است که باعث می‌شود مثانه به سمت مهبل برجستگی پیدا کند